# Scytinopogon echinosporus
Scytinopogon echinosporus är en svampart som först beskrevs av Berk. & Broome, och fick sitt nu gällande namn av Corner 1950. Scytinopogon echinosporus ingår i släktet Scytinopogon och familjen fingersvampar
.   Inga underarter finns listade i Catalogue of Life.